# 松三站
松三站（韓語：송삼역）是朝鮮民主主義人民共和國慈江道满浦市的一個鐵路車站，属于北部内陆线。

## 邻近车站
北部内陆线
慈江三江站 - 松三站 - 上丰江站